# Драфт НБА 1962
Драфт НБА 1962 року відбувся 26 березня. 9 команд Національної баскетбольної асоціації (НБА) по черзі вибирали найкращих випускників коледжів. Гравець, який завершував четвертий рік у коледжі отримував право на участь у драфті.  В кожному з раундів команди могли вибирати гравців у зворотньому порядку до свого співвідношення перемог до поразок у сезоні 1961–1962. Перед драфтом будь-яка команда могла відмовитися від права вибору в першому раунді й вибрати будь-якого гравця в радіусі 50 миль від домашньої арени як свій територіальний вибір. Чикаго Пекерс, які в попередньому сезоні посіли останнє місце, змінили назву на Чикаго Зефірс. Філадельфія Ворріорз напередодні сезону переїхали до Сан-Франциско й стали називатися Сан-Франциско Ворріорз. Драфт складався з 16-ти раундів, на яких вибирали 102 гравці.

## Нотатки щодо виборів на драфті і кар'єр деяких гравців
Перед драфтом Детройт Пістонс і Цинциннаті Роялз як територіальний вибір вибрали відповідно Дейва Дебушера і Джеррі Лукаса. Чикаго Зефірс під першим номером вибрали Білла Макгілла з Університету Юти. Чикаго Зефірс під восьмим номером вибрали Террі Дишингера з Університету Пердью, який у свій перший сезон виграв звання новачка року. Четверо гравців з цього драфту, Дебушер, Лукас, сьомий вибір Джон Гавлічек і дванадцятий вибір Чет Вокер, введені до Зали слави. Їх також обрали до списку 50 найвизначніших гравців в історії НБА, оголошеного 1996 року до 50-річчя ліги. Лукас спочатку вибрав гру за Клівленд Пайперс в Американській баскетбольній лізі (АБЛ). Однак Пайперс припинили існування до початку сезону і Лукас вирішив спочатку завершити навчання. Зрештою він почав грати в НБА і у своєму першому сезоні 1963–1964 виграв звання новачка року. Серед досягнень Лукаса чемпіонство НБА в складі Нью-Йорк Нікс у сезоні 1972–1973, 5 виборів у Збірну всіх зірок і 7 - на Матч усіх зірок. Серед досягнень Дебушера 2 чемпіонства НБА в складі Нікс у сезонах 1969–1970 і 1972–1973, 1 вибір до Збірної всіх зірок, 8 виборів на Матч усіх зірок і 6 - до Збірної всіх зірок захисту. У сезоні 1964–1965 майже три роки він обійняв посаду граючого тренера в складі Пістонс, у 24 роки ставши наймолодшим головним головним тренером в історії НБА. Також ненадовго розпочав кар'єру професійного баскетболіста в складі Чикаго Вайт Сокс. Два роки грав у Major League Baseball, у сезонах 1962 і 1963, а також іще один сезон у нижчій лізі перед тим як остаточно зосередився на баскетболі. Він належить до дванадцяти спортсменів, які грали як в НБА так і в MLB. Гавлічек усі свої 16 років ігрової кар'єри провів у складі Бостон Селтікс. Серед його досягнень 8 чемпіонств НБА, 1 звання найціннішого гравця фіналу НБА, 11 виборів до Збірної всіх зірок, 13 виборів на Матч усіх зірок. 12-й вибір Вокер став чемпіоном НБА в складі Філадельфія Севенті-Сіксерс у сезоні 1966–1967 і був учасником семи матчів усіх зірок.
3-й вибір Зелмо Біті грав як у НБА так і в Американській баскетбольній асоціації (АБА). Його обрали на 2 Матчі всіх зірок НБА, 3 Матчі всіх зірок АБА і до 3 Збірних всіх зірок АБА. Крім них серед гравців цього драфту лише Дишингер і 4-й драфт-пік Лен Чаппелл потрапляли на Матч всіх зірок.

## Драфт

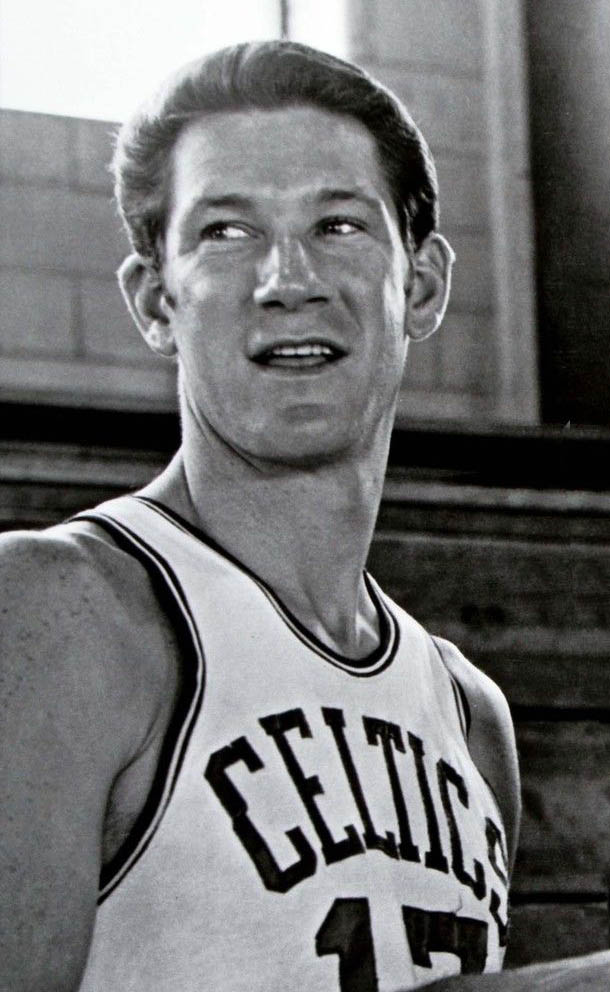
Бостон Селтікс обрали Джона Гавлічека під сьомим загальним номером.

| Поз.    | G        | F       | C         |
| Позиція | захисник | Форвард | Центровий |

| ^ | Позначає гравців, обраних у Баскетбольну залу слави Нейсміта                  |
| + | Позначає гравців, які взяли участь принаймні в одній грі матчу всіх зірок НБА |

| Раунд | Вибір | Гравець         | Поз. | Громадянство | Команда НБА          | Коледж/Клуб           |
| ----- | ----- | --------------- | ---- | ------------ | -------------------- | --------------------- |
| T     | –     | Дейв Дебушер^   | G/F  | США          | Детройт Пістонс      | Детройт               |
| T     | –     | Джеррі Лукас^   | F/C  | США          | Цинциннаті Роялз     | Огайо Стейт           |
| 1     | 1     | Білл Макгілл    | F/C  | США          | Чикаго Зефірс        | Юта                   |
| 1     | 2     | Пол Гоуг        | C    | США          | Нью-Йорк Нікс        | Цинциннаті            |
| 1     | 3     | Зелмо Біті^     | C    | США          | Сент-Луїс Гокс       | Прейрі В'ю A&M        |
| 1     | 4     | Лен Чаппелл+    | F/C  | США          | Сірак'юс Нешиналз    | Вейк Форест           |
| 1     | 5     | Вейн Гайтауер   | F/C  | США          | Філадельфія Ворріорз | Реал Мадрид (Іспанія) |
| 1     | 6     | Лірой Елліс     | F/C  | США          | Лос-Анджелес Лейкерс | Сент Джонс            |
| 1     | 7     | Джон Гавлічек^  | G/F  | США          | Бостон Селтікс       | Огайо Стейт           |
| 2     | 8     | Террі Дишингер+ | G/F  | США          | Чикаго Зефірс        | Пердью                |
| 2     | 9     | Джон Рудометкін | F    | США          | Нью-Йорк Нікс        | УПК                   |
| 2     | 10    | Боб Даффі       | G    | США          | Сент-Луїс Гокс       | Колгейт               |
| 2     | 11    | Кевін Логері    | G    | США          | Детройт Пістонс      | Сент Джонс            |
| 2     | 12    | Чет Вокер^      | G/F  | США          | Сірак'юс Нешиналз    | Бредлі                |
| 2     | 13    | Бад Олсен       | F/C  | США          | Цинциннаті Роялз     | Луїсвілл              |
| 2     | 14    | Г'юбі Вайт      | G/F  | США          | Філадельфія Ворріорз | Вілланова             |
| 2     | 15    | Джін Вайлі      | C    | США          | Лос-Анджелес Лейкерс | Вічита                |
| 2     | 16    | Джек Фоулі      | F    | США          | Бостон Селтікс       | Голі Кросс            |

## Інші вибори
Цих гравців на драфті НБА 1985 вибрали після другого раунду, але вони зіграли в НБА принаймні одну гру.
| Раунд | Вибір | Гравець          | Поз. | Громадянство | Команда НБА                 | Коледж/Клуб                     |
| ----- | ----- | ---------------- | ---- | ------------ | --------------------------- | ------------------------------- |
| 3     | 17    | Дон Нельсон      | F    | США          | Чикаго Зефірс               | Айова                           |
| 3     | 19    | Чарльз Гарднетт  | F/C  | США          | Сент-Луїс Гокс              | Гремблінг                       |
| 3     | 21    | Портер Мерівезер | G    | США          | Сірак'юс Нешиналз           | Теннессі Стейт                  |
| 3     | 23    | Дейв Федор       | F    | США          | Філадельфія Ворріорз        | Флорида Стейт                   |
| 4     | 26    | Чіко Вон         | G    | США          | Сент-Луїс Гокс (від Чикаго) | Південний Іллінойс              |
| 4     | 28    | Джеррі Гроут     | G    | США          | Сент-Луїс Гокс              | Лойола (КА)                     |
| 4     | 29    | Реджі Гардінг    | C    | США          | Детройт Пістонс             | СШ Детройт Істерн (Detroit)1[›] |
| 4     | 34    | Роджер Стрікленд | F    | США          | Бостон Селтікс              | Джексонвілл                     |
| 5     | 39    | Джон Віндсор     | F    | США          | Сірак'юс Нешиналз           | Стенфорд                        |
| 6     | 46    | Джей Карті       | G    | США          | Сент-Луїс Гокс              | Орегон Стейт                    |
| 7     | 59    | Хауі Монтгомері  | F    | США          | Філадельфія Ворріорз        | Пан-Американ                    |
| 8     | 65    | Джеррі Гаркнесс  | G    | США          | Сірак'юс Нешиналз           | Лойола                          |
| 11    | 85    | Джефф Слейд      | F    | США          | Чикаго Зефірс               | Кеньйон                         |
| 12    | 90    | Мел Новелл       | G    | США          | Чикаго Зефірс               | Огайо Стейт                     |

## Нотатки
^ 1: Реджі Гардінг у січні грав і навчався у Східній середній школі Детройта, але перед драфтом грав у баскетбол за команду середньої школи в місті Нашвілл (штат Теннессі).